# Passo di Val Dritta
Il passo di Val Dritta (2.207 m s.l.m. - detto anche La Forcella) è il più alto valico propriamente detto del Monte Baldo, separa il sottogruppo del Maggiore (cima Buse, Cima del Telegrafo, cima Pettorina, Cima Scasaga) dal sottogruppo delle cime di Mezzo.

## Morfologia
Il valico è caratterizzato dall'essere molto stretto, quasi a essere una bocchetta; inoltre il sentiero che vi arriva dalla Val Dritta termina con una cordata. Nei dintorni del passo si trova "l'orto", un piccolo prato (in una zona completamente rocciosa) dove crescono molte stelle alpine.

### Caratteristiche
Il passo si colloca a 2207 metri d'altitudine. A nord si innalzano a pinnacolo le alte cime di mezzo, mentre a sud una lunga e lieve salita porta alle più dolci cime del gruppo del maggiore.